# Néron (bande dessinée)
Pour les articles homonymes, voir Néron (homonymie).
Néron est une série de bande dessinée belge, créée par le dessinateur flamand Marc Sleen. En néerlandais, langue d'origine de la série, 163 épisodes ont été publiés sous le titre De Avonturen van Nero en co aux éditions du Standaard. En français, il existe en tout 139 tomes, dont 2 parus en 1951 à La Cité; 37 parus entre 1956 et 1962 aux Éditions Samedi et 100 parus entre 1967 et 1987 chez l'éditeur Érasme, numérotés de 1 à 101, le numéro 9 n'existant pas. En allemand, 12 tomes ont été publiés entre 1972 et 1973 chez Rädler Verlag.

## Histoire
Lorsque la série a débuté, le personnage principal en était le détective Van Zwam (un nom imaginé par un collègue journaliste de Marc Sleen, Gaston Durnez — le personnage allait être rebaptisé Fouché ou Fouchet dans les traductions en français). Néron est le pensionnaire d’un asile d’aliénés dont Van Zwam fait la connaissance au cours du deuxième récit ; son nom aurait été en réalité Schoonpaard mais, persuadé qu’il est l’empereur romain Néron, il se promène vêtu d’une toge et porte, derrière les oreilles, quelques feuilles de persil en guise de couronne de laurier.
Par la suite, Néron vola la vedette à Van Zwam et, après quelques aventures, la série qui s’appelait originellement De Avonturen van detective Van Zwam (i.e. « Les Aventures du détective Van Zwam ») fut rebaptisée De Avonturen van Nero en zijn hoed (« Les Aventures de Néro et son chapeau »). Après deux aventures sous ce nouveau titre, la série en changea de nouveau et trouva son titre définitif : De Avonturen van Nero en Co, qui fut traduit fidèlement en français par Les Aventures de Néron et Cie. La série parut d’abord en feuilleton dans le journal De Nieuwe Gids, puis, à partir de 1950, dans Het Volk.
En 1965, le passage de Marc Sleen au groupe de presse De Standaard/Het Nieuwsblad suscita de sérieuses querelles entre les deux éditeurs catholiques[pertinence contestée]. Exceptionnellement, la première histoire de Néron qui fut publiée dans le  Standaard, De Geschiedenis van Sleenovia, ne fut pas signée Marc Sleen, mais Wirel, un pseudonyme derrière lequel se dissimulaient Willy Vandersteen et Karel Verschuere. C’est Gaston Durnez qui en écrivit alors le scénario. Au reste, bien plus tard, en 1995, Het Volk allait à son tour être absorbé par le groupe du Standaard.
En 1992, à partir du récit Barbarijse Vijgen, Dirk Stallaert devint le nouveau dessinateur de Néron, prenant ainsi la relève de Marc Sleen qui continuait toutefois à songer à la série. Finalement, à la fin de l’année 2002, Sleen, alors âgé de quatre-vingts ans, prit la décision de mettre un terme aux aventures de son héros. Zilveren Tranen fut le dernier album de la série. Dans ce récit, les plus caractéristiques parmi les personnages de « vilains » apparus au fil des albums (Gérard le diable, Matsuoka, Ricardo, Ratsjenko, Séla la sorcière...) fomentent une grande conjuration pour se débarrasser de Néron.
En 1991, une statue d’Adhémar, le fils de Néron, fut inaugurée à Turnhout. C’est dans cette même ville que des prix de bandes dessinées sont décernés qui portent le nom de ce personnage. En 1994, Néron lui-même eut droit à sa statue, plus précisément à Hoeilaart, devant l’ancienne station de trams. C’est là que Néron habite dans les derniers albums, mais Hoeilaart est surtout le lieu de résidence de Marc Sleen. Une autre statue de Néron se trouve sur la digue de Middelkerke, où bon nombre d’autres héros de bande dessinée ont de la même manière été mis à l’honneur. Le personnage du pirate Oscar Abraham Millesabords a quant à lui sa statue à Wuustwezel, et Monsieur Pheip la sienne à Moerbeke, village dont, dans les Aventures de Néron et Cie, il est l’ancien bourgmestre.

## Personnages
- Néron (Nero dans la version originale) : Flamand à l’ancienne, brave père de famille dont le patronyme est Heiremans, et les origines polonaise et bruxelloise, il n’a que deux cheveux sur le crâne, qu’il a reçu au cours de son aventure De Man met het gouden hoofd. Il gagne sa vie comme « phénomène journalistique », est bon vivant, appréciant une bonne chope, un sachet de frites et la lecture de son journal affalé dans son fauteuil, tandis que « bobonne » s’occupe du ménage. Mais une grande curiosité n’est pas non plus étrangère à son caractère, en tout cas certainement pas s’il y voit la possibilité de gagner de l’argent, ce qui l’entraîne dans les aventures les plus fantastiques aux quatre coins de la planète, et parfois même au-delà (cfr. Les Pieds noirs[2] — De Zwarte Voeten). Malgré cela, il lui arrive de se monter altruiste. Dans deux albums, L'Offensive de paix de Néro[3] (Het Vredesoffensief van Nero) et L'Apôtre de la paix[4] (De Pax apostel), on le voit se préoccuper de la paix dans le monde. Dans les derniers épisodes, il habite dans l’ancienne station de tram de Hoeilaart.
- Madam Néron : Elle se prénomme en réalité Béa. Elle aime boire le thé en compagnie de Madame Pheip, acheter des petits chapeaux et partager des commérages. Ainsi lui arrive-t-il de se cacher sous des montagnes de coussins pour annoncer les derniers cancans au téléphone.
- Adhémar : C’est le fils de Néron, un inventeur et un génie.
- Détective Fouché ou Fouchet (van Zwam dans la version originale) : Il s’agit du héros originel de la série. Détective brillant, il est capable de reconstituer tout un crime, et même toute la vie du coupable, simplement en se basant sur un mégot de cigarette. Il se déplace au volant d’un Porsche rapide (en fait, la même voiture que Marc Sleen utilise dans la vie réelle) et a toujours une loupe à la main.
- Madame Pheip, Bébelle : C’est une femme cordiale, fumeuse invétérée (elle ne fume que la pipe et que du tabac « fleur de matelas ») ; si besoin est, elle peut ainsi créer un épais rideau de fumée. Son personnage apparaît pour la première fois dans Le Chapeau de Gérard le diable[5]  (De Hoed van Geeraard de duivel), où elle vient au secours de Néron dans sa lutte contre ce démon. Elle s’éprend de Monsieur Pheip, un francophone, qu’elle finira par épouser. Elle est capable de tout si quelqu’un ose lever le petit doigt sur Boulette et Bambou. Elle est sans relation avec Néron.
- Monsieur Pheip, Claude (Philemon dans la version originale). C’est le bourgmestre (l’ancien bourgmestre) de Moerbeke, financièrement aisé, affublé d’une moustache à la Friedrich Nietzsche, pas très futé, et qui, dans la version originale, s’exprime dans un néerlandais mâtiné de français (il s’agit en fait d’une caricature d’un personnage réel, Jean Marïen, le remplaçant temporaire de Maurice Lippens — à noter que dans les éditions en français, le personnage s'exprime dans un mélange de français et d'anglais) ; il est le mari soumis de Madame Pheip. Il semble être un patriote attaché à la Belgique (cfr. L'Apôtre de la paix, dans lequel il s’acharne à planter le drapeau belge au sommet d’une montagne).
- Bambou (Petoetje dans la version d’origine) : C’est le fils adoptif de Monsieur et Madame Pheip, en fait le fils du chef de l’île de Moka-Papoka (cfr. l’album du même nom).
- Boulette (Petatje dans la version d’origine) : Officiellement, son prénom est Pethalia. Elle est la fille adoptive de Monsieur et Madame Pheip (cfr. l’album La Bague de Boulette[6] — De Ring van Petatje).
- Clo-Clo Pheip: C’est le fils de Monsieur et Madame Pheip. Tout comme c’est le cas pour Adhémar, sa taille ne change pas, il reste toujours petit. Mais, tout comme son père, il possède une moustache à la Nietzsche. Il apparaît pour la première fois dans l'album La Comtesse verte[7].
- Jean Muscle: Il est le dernier descendant de Jan Breydel, et tient une baraque à frites où Néron a toujours droit à son sachet gratuit ; c’est une armoire à glace au grand cœur qui est toujours prêt à accompagner Néron dans ses aventures.
- Oscar Abraham Millesabords (Tuizentfloot dans la version originale) : C’est un pirate d'eau douce, fou à lier, au tempérament emporté, paré d’un chapeau de pirate arborant une tête de mort, et agitant sans cesse de façon effrayante un sabre émoussé. La plupart du temps, il dissimule derrière lui un canon miniature destiné à abattre celui qui ose lui mettre des bâtons dans les roues. Il ponctue toutes ses phrases par l’exclamation « aha ! ».
- Capitaine Huilepul (Oliepul dans la version originale) : C’est le capitaine, toujours légèrement émêché, d’un remorqueur, His Majesty Pull, avec lequel il parcourt les sept mers du monde et, souvent, parvient à tirer d’affaire Néron et ses amis quand ceux-ci vivent en mer des situations critiques. Souvent, on le voit fumer une pipe à l’envers.
- Jef Pedal (ou bien : Jef au marteau) et sa femme Isabelle (que l’on découvre pour la première fois dans Het B-Gevaar : ils n’apparaissent que dans les premiers récits.
- Bompanero : Personnage apparu tardivement (à partir de l’album Bompanero en 1997), c’est un vieillard encore vert qui se fait accompagner partout par de jolies jeunes femmes.
- le cheval de saint Nicolas : Les jours précédant la Saint-Nicolas, il est de tradition qu’apparaisse dans les aventures de Néron le « cheval » de saint Nicolas, qui, autant par son caractère – il est entêté –  que par son aspect, ressemble à un âne.
- Ricardo : C’est un forçat de l’île de Malte qui cherche sans arrêt à se venger de Néron.
- D’autres personnages que l’on rencontre à plusieurs reprises au fil des aventures sont, entre autres, Gérard le diable — en v.o. Geeraard de Duivel — (qui a tout du bouc : cornes, sabots et barbichette, et qui séjourne naturellement à la Duivelsteen – i.e. « Pierre du Diable » – à Gand) ; Beo « le terrible », à la langue bien pendue ; et, dans les derniers épisodes, l’Agent 794, Bruxellois bedonnant, « Gaston pour les dames » ; et aussi… Marc Sleen en personne, qui surgit de temps à autre dans ses propres récits, Néron n’hésitant jamais à aller se plaindre auprès de son dessinateur si l’histoire prend un tour qui ne lui convient pas. Dans bon nombre d’aventures, on trouve également des personnages réels en « guest stars », qui faisaient la une de l’actualité au moment de la première publication des récits en feuilleton dans la presse (des personnalités politiques notamment, comme Mobutu, Margaret Thatcher, Jean-Luc Dehaene, Guy Verhofstadt,... ).

## Style
Néron, tout comme les autres bandes dessinées de Marc Sleen, est une série humoristique, bourrée de gags absurdes et de anti-héros aux défauts caractéristiques reconnaissables. Le style de dessin de Sleen est très souple et relâché. Il a rarement recours aux gros plans ou aux plans larges, il confine la plupart du temps les images dans leurs cases et n’utilise jamais la contre-plongée ni aucun autre effet de perspective, ceci étant dû essentiellement à la rapidité avec laquelle Marc Sleen était obligé de dessiner, qui lui laissait peu de temps pour ce genre de choses. Pour la même raison, on peut relever dans ses récits bon nombre d’erreurs de continuité (des voitures qui, tout d’un coup, ont trois roues au lieu de quatre, des personnages que l’on retrouve brutalement habillés autrement…) Des défauts que l'on trouverait impardonnables pour d’autres bandes dessinées, mais vis-à-vis desquels on est indulgent en ce qui concerne Marc Sleen. Ce n’est qu’en 1993, quand Dirk Stallaert reprit la série, que les dessins commencèrent à être plus détaillés, et donnèrent une plus grande impression d’espace et de perspective.
Ce qui rend la série Néron unique si on la compare avec d’autre bandes dessinées flamandes, voire belges, ce sont les différentes allusions qu’elle fait à ce qui constituait l’actualité au moment où elle paraissait dans la presse quotidienne. Ainsi, par exemple, dans l’album Le Colonel de Fer (De ijzeren kolonel - 1956), deux faits d’actualité sont mêlés à l’intrigue : la crise de Suez et l’insurrection hongroise. Au début, la série était encore fortement imprégnée par le catholicisme et opposée aux communistes et aux socialistes, étant donné la tendance du journal pour lequel Sleen, alors, travaillait. Ainsi, dans Le Chapeau de Gérard le diable (De Hoed van Geeraard de Duivel, 1950), Camille Huysmans est représenté comme un diable qui se fait tondre la barbe. Plus tard, Sleen allait adopter, en tout cas faire montre, d’une position politique plus neutre. Régulièrement, Sleen fit également apparaître dans ses récits des hommes politiques connus, et aussi bien des hommes politiques belges – Camille Huysmans, Paul-Henri Spaak, Paul Vanden Boeynants, Willy De Clercq, Gaston Eyskens, Achille Van Acker, Jean-Luc Dehaene, Wilfried Martens, Herman De Croo, Herman Van Rompuy, Jean-Pierre Van Rossem, Jean Gol, Guy Verhofstadt,... – que des personnalités de la politique internationale – Joseph Staline, Idi Amin Dada, Fidel Castro, Margaret Thatcher, Saddam Hussein, Boris Yeltsin, Hirohito,  Khomeini, Mobutu, Gamal Abdel Nasser, Richard Nixon, Nikita Khrouchtchev, Bill Clinton, Élisabeth II, Harry S. Truman)...  D’autres personnalités des médias, comme les Beatles, Pablo Escobar, Urbanus, Paul Newman et Frank Zappa font de temps à autre leur apparition dans la série, jusqu’à Sleen lui-même, qui s’attribuait régulièrement un rôle de personnage secondaire dans ses propres récits. Chose très exceptionnelle, contrairement par exemple à Bob et Bobette, autre bandes dessinée de presse flamande, lors de la parution en albums des histoires de Néron, toutes les plaisanteries se rapportant à l’actualité furent conservées telles quelles. Dans Bob et Bobette, elles furent en grandes parties éliminées, par crainte qu’elles ne soient jugées désuètes. Pour cette raison, encore aujourd'hui, Néron offre un magnifique panorama de soixante ans d’histoire de la Belgique d’après-guerre. 
D’un point de vue commercial, les aventures de Néron furent un grand succès en Flandre, notamment du fait que le prix des albums était bien moins élevé que celui des albums concurrents, ceux de Bob et Bobette. À partir des années 1940 et jusque dans les années 1960, ils étaient imprimés en noir et blanc sur du papier bon marché et, souvent encore aujourd’hui, ils sentent l’encre d’imprimerie fraîche. Cette odeur particulière est l’une des raisons pour lesquelles les fans de Néron préfèrent les vieux albums noir et blanc aux rééditions en couleurs, qui n’ont pas cette odeur bien spécifique. En dépit de tirages importants en Flandre et des tentatives pour diffuser aussi la série aux Pays-Bas, en Grande-Bretagne, en Allemagne et en Afrique du Sud, Néron est toujours demeuré un phénomène purement flamand. Sleen n’a pour ainsi dire jamais voulu que ses bandes dessinées soient utilisées pour le merchandising ou à d’autres fins commerciales, ce qui en partie explique aussi pourquoi la série n’a jamais connu une grande carrière internationale. Dans un certain sens, Néron est même encore plus flamand, plus populaire, et plus « sympathique » que Bob et Bobette. Quoi qu’il en soit, avec ces derniers, Néron appartient à l’héritage culturel flamand. Avec Gil et Jo, Néron est néanmoins bien connu des lecteurs de bandes dessinées néerlandais.
Le dessin souple et le « sens du non-sens » que l’on trouve dans les aventures de Néron ont pu influencer toute une génération de dessinateurs flamands : Kamagurka, Herr Seele, Jean-Pol, Willy Linthout et Urbanus, Windig en De Jong, Luc Cromheecke, Johan De Moor, Merho, Martin Lodewijk, Hector Leemans, Jan Bosschaert, Dirk Stallaert, Marc Legendre, Erik Meynen…

## Éditions en français
Les aventures de Néron et Cie ont été publiées en français, d’abord par La Cité pour deux albums en 1951, puis les Éditions Samedi pour la deuxième série comportant 37 albums en noir et blanc, puis par les Éditions Érasme de mai 1967 à juin 1987 (101 numéros certains encore en N&B et d’autres en quadrichromie).
Liste des albums
- A La Cité

1. Le Chapeau de Gérard le Diable 1951

2. Moka-Papoka 1951

- Aux Éditions Samedi

1. La bague de Boulette 01/1956

2. Beo le terrible

3. L'empereur rouge 01/1956

4. Les bijoux de Gaga-Pan 01/1956

5. La corne d'abondance 01/1956

6. L'arche de Néro 01/1956

7. La bande du Bas noir 01/1956

8. L'offensive de paix de Néro 01/1956

9. Les sources de Sing-Song Li 01/1956

10. La femme en or 01/1956

11. L'œuf d'octobre

12. Les racineux 01/1957

13. Le chinois vert

14. La bombe X 01/1958

15. L'avaleur de grenades

16. Les 9 boules de poivre 10/1958

17. Le colonel de fer 01/1958

18. L'apôtre de la paix 01/1958

19. Opération coucou 01/1958

20. L'habit fantastique 06/1958

21. Pol de la pipe 01/1959

22. Le gant qui vole 01/1959

23. Le fils de Nero 01/1959

24. Le secret de Riscontout 07/1958

25. Le petit nuage miraculeux

26. Le dragon de six-trente 01/1960

27. Le petit coffre canari 01/1960

28. Lunettes de Monsieur Lunere (Les)

29. L'étourneau vert 01/1961

30. Les nérovingiens 01/1961

31. L'île kangourou 01/1961

32. Le secret de Matsuoka

33. L'héritage de Néron

34. Les pieds noirs 01/1962

35. La tête de Bamboche 01/1962

36. La perle blanche 01/1962

37. Le vaisseau fantôme 01/1962 

- Aux Éditions Érasme

1. Les deux fétiches 05/1967 (N&B)

2. Le diamant vert 05/1967 (N&B)

3. Les cavernicoles 05/1967 (N&B)

4. Abou Markoub 10/1967 (N&B)

5. Le Mystère du Bison Fada 11/1967 (N&B)

6. La baguette magique 11/1967 (N&B)

7. Les néléphants 02/1968 (Quadrichromie)

8. Le Matelas de Madras 05/1967 (N&B)

10. Arthur Grosbedon 01/1968 (Quadrichromie)

11. Les wallabites (N&B)

12. Le lutin doré 10/1968 (Quadrichromie)

13. Baringo 12/1968 (Quadrichromie)

14. Néron contre la F.F.F. 03/1969

15. Sacré Théophile 06/1969

16. Mama Kali 10/1969

17. Les hommes bleus 04/1979

18. Le Lavoir de Chiens 06/1970

19. Les Nérotiques 09/1970

20. Les dinas déchainées 11/1970

21. Le Cacatoès qui Caquete 03/1971

22. Gare à castar 06/1971

23. Les Papricains 08/1971

24. Le mystère de l'île de pâques 09/1980

25. Zongo au congo 09/1980

26. Le Gorille Jaune 03/1972

27. Le Jardin des Malices 05/1972

28. Ivan le Terrible 08/1972

29. La bague du Muphti 10/1972

30. Les chenilles rousses

31. Patati patata 09/1980

32. Novembre Noir 03/1973

33. Le virus du rire 09/1973

34. La princesse Lovely 11/1973

35. La moutarde d'Abraham

36. La Fleur qui Parle 03/1974

37. Enivrante charlotte 06/1974

38. l'homme sans visage 04/1979

39. La Pantoufle Volante 09/1974

40. Brigandage en Folie 01/1975

41. Ottoman XIV 04/1975

42. Le mauvais œil 06/1975

43. L'arme redoutable d'oumatata

44. La disparition du vase de Chine

45. La couronne de Neptune 01/1976

46. La bague Enchantée 04/1976

47. La comtesse verte 06/1976

48. Néron et la tête de cheval 08/1976

49. Les ailes de Xopotl 10/1976

50. Les Jinkaboums 12/1976

51. La Baleine Bleue 01/1977

52. La flotte en folie 04/1977

53. Le Clo Clo Clan 07/1977

54. La vengeance du grand Clo 09/1977

55. Le sixième lutin 11/1977

56. Le secret de Jean Muscle 01/1978

57. Hannibal 04/1978

58. Mister Nobody 08/1978

59. Le Chat de Chatmandou 11/1978

60. La théière du Roi 01/1979

61. Les Néroses

62. La Planète Egmont 06/1979

63. Les Bonbons-Ballons 09/1979

64. Le Plou Vert Emeraude 11/1979

65. Vas-y Daris 02/1980

66. La Disparition de Néron 04/1980

67. La Rétromachine 06/1980

68. Le B.B. safari 09/1980

69. Le gros lourdaud 11/1980

70. Papa papou 01/1981

71. Les Hommes-cubes 04/1981

72. Le château des soupirs 06/1981

73. Le fantôme de Doucevallée 09/1981

74. Le Rayon A 11/1981

75. Opération pétrole 04/1982

76. Histoire de Bêtes 06/1982

77. Le Bouquetin Vert 09/1982

78. Les Pierreries 11/1982

79. Les Bataves 11/1982

80. Le monstre de Sarawak 02/1983

81. Le Dragon qui Parle 03/1983

82. Les fils de Dracula 06/1983

83. Le canal de bière 09/1983

84. La tour noire 11/1983

85. La bombe de bobonne 02/1984

86. La bague de baldéric 04/1984

87. Le retour de Gérard le Diable 09/1984

88. Les pommes de terre d'or 09/1984

89. L'ordre de la belette replète 11/1984

90. Gâteline 06/1985

91. Kiwi le kiwi 09/1985

92. L'orteil de Salomon 11/1985

93. La ville de perdition 11/1985

94. La bête sans nom 11/1985

95. Séla la sorcière 06/1986

96. Ventre-Saint-Gris 06/1986

97. Jojo le vengeur 11/1986

98. La baraka 11/1986

99. Le mont Néron 04/1987

100. La mort de julot 04/1987

101. La bande de lamu 06/1987 